# In God We Trust (película)
In God We Trust, también conocido como Human Instrumentality Project, es un cortometraje amateur de 2012 escrito y dirigida por Alex Gingell y Philip Koch, junto con Dan Haigh y Alex Westaway, todos ellos miembros de la banda Fightstar. El corto está rodado a la manera de un tráiler cinemático, y contiene elementos ostensiblemente basados en el anime Neon Genesis Evangelion, tomando múltiples referencias de su imaginería.

## Reparto
- Charlie Simpson como Mike Stewart.
- Alex Westaway como Derek Calvert.
- Dan Haigh como Lewis Stirling.
- Bastiaan Koch como Bastiaan Mayne.
- Alan Butterworth como Piotre Drabik.
- Alexander Gingell como David Tait.
- Christian Wilmes como el agente de ORTUS.